# 燈罩

两个带灯罩的檯燈

灯罩是一种安裝在燈泡外側的装置，它可以將燈泡蓋住，改變和扩散燈泡发出的光线。灯罩可以由各种各样的材料制成，如金屬、玻璃、塑料等材質。灯罩通常是圆锥形或圆柱形，一般台灯上都會安裝燈罩。灯罩还起到了保護人眼的作用，使人眼免受燈泡發出的強烈眩光的影響。此外室內外的燈罩可以保護燈泡免受灰塵、污物、雨雪侵擾。